# Oude Binnenweg 53 Rotterdam
Het pand aan de Oude Binnenweg 53 is een bedrijfsgebouw met woningen in Rotterdam Centrum. Het gebouw is tussen 1952 en 1954 gebouwd en is een van de weinige naoorlogse gebouwen die in traditionele trant zijn gebouwd tijdens de Rotterdamse wederopbouw.

## Geschiedenis
Na het bombardement van Rotterdam op 14 mei 1940 werd het oude centrum grotendeels verwoest, en moest er een nieuwe binnenstad worden ontworpen voor de wederopbouw van de stad. Al vier dagen na het bombardement kreeg W.G. Witteveen de opdracht om dit mogelijk te maken. Het eerste wederopbouwplan van Witteveen bestond, in tegenstelling tot het latere Basisplan van zijn opvolger en assistent Cornelis van Traa, grotendeels uit herbouw in traditionalistische trant. Deze herbouw moest pandsgewijs plaatsvinden en bestond uit bakstenen gevels, ramen met roedeverdeling, decoratieve elementen en schuine kappen. Hij nodigde tijdens de Tweede Wereldoorlog veel verschillende architecten uit om allerlei panden in de straten te ontwerpen van een stad die uiteindelijk nooit werd opgeleverd.
Hoewel Witteveen al in 1944 vervangen werd door van Traa en daardoor de wederopbouwprioriteit van traditionalistische herbouw naar experimentele, functionalistische nieuwbouw was verschoven, werden er in de periode 1941-1954 meerdere gebouwen in de traditionalistische stijl opgeleverd. Een paar van deze gebouwen zijn de Rotterdamsche Bank aan de Coolsingel, de zogenoemde 'bankburchten' van de Twentsche Bank, Nederlandsche Handelsmaatschappij en Amsterdamsche Bank aan de Blaak, het PTT-kantoor aan de Botersloot en een woningblok aan de Pannekoekstraat. Dit pand aan de Oude Binnenweg met winkel en woningen is ook een voorbeeld van zo'n bouwwerk. Het gebouw is een ontwerp van de Nederlandse architect B.J.K. Cramer, en is een van de vier woon- en winkelcomplexen die in de jaren 50 in traditionalistische stijl bij de Oude Binnenweg is gebouwd. De reden hiervoor was dat dit gebouw de vooroorlogse straat zou complimenteren. In 1952 zijn de eerste ontwerpen gemaakt en in de middag van 8 mei 1953 begonnen de werkzaamheden toen de eerste betonpaal in de grond is geslagen. Gehoopt werd dat de werkzaamheden over 5 maanden gereed zouden zijn, maar dit liep uit en het gebouw is pas op 7 januari 1954 opgeleverd. De werkzaamheden zijn uitgevoerd door de firma L. de Koning. Het winkelpand is origineel gebouwd voor de n.v. Bakkerijen J. Jansse Wzn., die ook een bakkerij had op dezelfde plaats voor de Tweede Wereldoorlog. De winkel en woningen zijn, na voltooiing, aangesloten op de stadsverwarming.

## Vormgeving en interieur
Het gebouw is ontworpen in de traditionalistische stijl en valt op in de straat omdat het een van de weinige huizen is die pandsgewijs tot stand is gekomen, vergeleken met het gros van de naoorlogse wederopbouwarchitectuur die met deze traditie brak. Het gebouw is opgezet als individueel pand, bestaande uit een winkel op de begaande grond met daarboven ruimte voor drie verdiepingen. Elke verdieping dient als een woning en wordt afgesloten door een plat dak, gemaakt van mastek en grind. De originele winkelpui bestond uit een bronskleurige winkelpui met pilasters gemaakt van Romeins travertin, maar deze is sindsdien vervangen. De verdiepingen erboven zijn nog wel grotendeels in oorspronkelijke staat behouden gebleven. Op iedere verdieping zijn drie smalle vensters aangebracht, die zijn opgenomen in een vakwerkpatroon van witte travertin banden en metselwerk vlakken van lichtgele, geglazuurde handvormstenen. Deze stenen zijn gestapeld in een koppenverband; de stenen zijn op elkaar gestapeld met de stootvoegen boven elkaar. De gevel is rondom afgewerkt met een geschokte sierbetonnen lijst van borstweringsplaten. De ramen hebben een glasroede opmaak van elk drie rijen op de eerste en tweede verdieping. Op de derde verdieping bestaat de opmaak slechts uit twee rijen. Voor de ramen en vensters zijn hekjes van smeedijzer geplaatst, die ieder een geometrisch patroon bevatten. Deze hekjes ontbreken echter op de derde verdieping. Aan de bovenzijde hiervan is een rand siermetselwerk en uitkragende daklijst toegevoegd. De fundering bestaat op de begane grond en de eerste verdieping uit gewapend beton, de tweede en derde verdiepingen bestaan uit hout. Het gebouw is 13.20 meter hoog. De breedte van de winkelpui is zes meter. Het gebouw volgt de noordelijke rooilijn van de Oude Binnenweg en is zo goed als hetzelfde als de vooroorlogse rooilijn.
De woningen bestaan uit drie driekamerappartementen. Elke woning bevat twee kamers, een keuken en een badkamer met douche. De diepte van de woningen is elf meter. De winkel is zestien meter diep.